# 紅山谷園林公路
紅山谷園林公路（英語：Red Hill Valley Parkway）是加拿大安大略省咸美頓一條南北向市立高速公路，北起伊利沙伯皇后道（QEW），南至林肯·亞歷山大園林公路，全長7（4.3英里），大致呈來回四線行車格局。此公路沿紅山溪谷登上尼亞加拉懸崖，因而得名。咸美頓市政府早於1950年代已計劃沿紅山溪谷興建此公路，但因居民反對而擱置多年，到2000年代才正式動工，並於2007年完成項目。

## 走線
紅山谷園林公路北起伊利沙伯皇后道（QEW），介乎此處及巴頓街（Barton Street）的路段數度跨越紅山溪。此段公路位於低窪地帶，易受水浸影響；2009年7月26日和2010年7月7日兩場雷暴令紅山溪水位暴漲，此段公路因此封閉。
公路於巴頓街以南的路段大致與紅山溪平行，沿線主要為住宅區，與綠山大道（Greenhill Avenue）交匯後進入國王森林公園（King's Forest Park），沿公園東側登上尼亞加拉懸崖，與泥街（Mud Street）交匯後走線往西拐，在達特納爾道（Dartnall Road）交匯處以西駁上林肯·亞歷山大園林公路。
公路介乎QEW和綠山大道的路段來回方向各有兩條行車線；介乎綠山大道和林肯·亞歷山大園林公路的南行方向（即上山方向）有三條行車線，北行方向（即下山方向）則有兩條行車線。

## 歷史
咸美頓市議會於1954年通過在紅山溪谷興建公路，市政府其後委託顧問公司研究項目，並於1956年發表研究報告，但工程並未獲批。市議會後於1963年通過《咸美頓地區運輸研究報告》（Hamilton Area Transportation Study），倡議在市内興建五條高速公路，當中包括紅山溪谷公路，而此公路項目亦正式納入市政府運輸規劃大綱。然而，踏入1960和70年代初，市内反對興建此項目的呼聲漸高，而咸美頓市政府和咸美頓－溫特沃斯區政府亦於1974年從運輸規劃大綱中剔除此項目。
1970年代，咸美頓市議會數度重回紅山溪谷公路項目，並曾三度否決項目。然而，市政府當時計劃在南部興建一條東西向高速公路（即林肯·亞歷山大園林公路），並需省政府撥款才可動工，而省政府撥款的條件是市政府需落實興建紅山溪谷公路，市議會因此在1977年另一場表決中通過項目，而咸美頓－溫特沃斯區政府則於1979年通過項目。
此外，項目還需獲得另外數個機構通過才可動工，當中包括安大略城鎮事務委員會（Ontario Municipal Board）、安大略環境評估委員會（Ontario Environmental Assessment Board）、尼亞加拉懸崖委員會（Niagara Escarpment Commission）和咸美頓地區保育管理局（Hamilton Region Conservation Authority）。為了精簡程序，省政府另行成立一個三人小組，當中包括兩名安大略城鎮事務委員會代表和一名安大略環境評估委員會代表，並直接向該小組呈交項目作審議。項目聽證會於1984年進行，為期99日；安大略環境評估委員會、尼亞加拉懸崖委員會和咸美頓地區保育管理局皆反對項目，但三人小組於1985年10月以2比1票數通過項目，當中的反對票來自安大略環境評估委員會代表。
一個名為「拯救溪谷」（Save the Valley）的機構聯同咸美頓地區保育管理局就此決定提出上訴，但於1987年被駁回，而項目亦於1990年動工。然而，由李博領導的安大略新民主黨於同年省選中勝出並上台執政；該黨以反對此公路項目為這屆省選的其中一項政綱，並順利贏取咸美頓地區内全數六個議席，項目因此被取消。

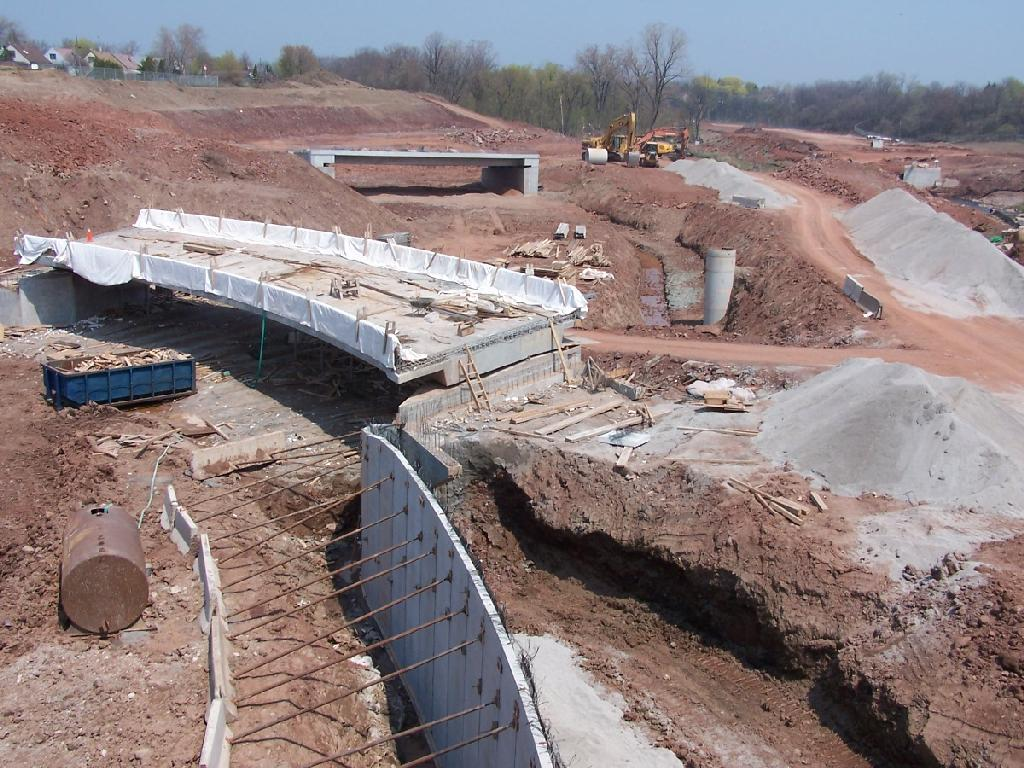
施工中的紅山谷園林公路（攝於2005年）

1991年，咸美頓－溫特沃斯區議會採取法律行動，試圖恢復紅山溪谷公路項目的省政府撥款，但並不成功。省政府委派前多倫多市長鄺隆比（David Crombie）調解此項爭議，而龔比則提出在紅山溪谷兩側興建與其平行的幹道來取代公路項目，但區議會於1994年否決此建議。由夏理斯（Mike Harris）領導的安大略進步保守黨於1995年贏取省選上台執政後，則恢復此項目的撥款，而安省環境廳亦豁免此項目進行環境評估的要求。加拿大環境部卻就項目展開全面性的環境評估，並招來咸美頓市政府的反對，而市政府則就此提出司法覆核並得直。聯邦政府就此兩度提出上訴，但均被駁回，而聯邦政府亦決定不上訴至加拿大最高法院。市政府隨後控告聯邦政府，指後者濫用環境評估程序來拖延公路項目，並向後者索償7500萬加元。聯邦政府向市政府提出廳外和解，但於2008年被市議會拒絕，而市議會亦以8票比6票通過繼續進行法律程序，並撤銷這宗官司的45萬加元開支上限。
市政府於2000年代中期展開項目工程，但遇到反對人士阻撓。反對者阻擋通往工地的道路，又爬上將被砍伐的樹木。市政府於2004年驅逐佔領工地的示威者，並聘請護衛守護工地，又於同年批出工地平整合約。公路於2007年11月3日對外開通，而正式通車儀式則於同月17日舉行。工程總開支達2億4500萬元，當中1億2千萬元由省政府支付。

## 出口列表
下列為紅山谷園林公路沿線的出入口，排序從北至南。此公路全線位於咸美頓市境之内，沿線出口不設編號。
| 公里                          | 目的地                                              | 附註     |
| ----------------------------- | --------------------------------------------------- | -------- |
| 0                             | 伊利沙伯皇后道 – 多倫多、聖凱瑟琳斯、尼亞加拉瀑布城 | 北端終點 |
| 1                             | 巴頓街（Barton Street）                                          |          |
| 3                             | 昆士頓道（Queenston Road）                                        |          |
| 4                             | 國王街（King Street） 羅倫斯道（Lawrence Road）                             |          |
| 5                             | 綠山大道（Greenhill Avenue）                                        |          |
| 6                             | 泥街（Mud Street） 石教堂道（Stone Church Road）                               |          |
| 7                             | 達特納爾道（Dartnall Road）                                      |          |
| 往西駁上林肯·亞歷山大園林公路 |                                                     |          |